# Иванов, Вадим Петрович
Вадим Петрович Иванов (р. 25 августа 1970) — российский политик. Мэр Колпино с 2009 года.

## Биография
Вадим Иванов родился в семье инженеров. После школы поступил в Ленинградскую государственную морскую академию им. адмирала Макарова. Затем в 2009 году получил второе высшее образование в Северо-Западной академии государственной службы.
В 1990-е годы вместе со старшим братом — ветераном локальных войн, занимался бизнесом. В 2002 году получил лицензию охранника, работал в фирме «Плеяда». До 2012 года Иванову и членам его семьи принадлежала сеть продовольственных магазинов «Веста», большая часть которых находилась в Колпино. Имеет обширные связи в колпинской элите. По утверждениям его сторонников, Иванов помогал ветеранам, многодетным семьям, жителям социального дома, детскому-дому-школе № 27.
В 2004 году первый раз был избран депутатом Муниципального образования г. Колпино, тогда же депутаты доверили должность главы местной администрации. Переизбирался в депутаты в 2008 и 2012 годах, занимая пост главы Муниципального образования.
Во время работы Иванов неоднократно отмечал свои заслуги в борьбе с наркотиками. Была принята программа комплексного благоустройства до 2021 года. В 2011 году Колпино получило почётное звание «Город воинской славы».
В 2008 году Иванов вступил в «Единую Россию». В 2017 году исключен из партии за преступную деятельность.

## Преступная деятельность
29 сентября 2016 г. В. П. Иванов был задержан по делу о разбойном нападении. По версии следствия, в сентябре 2003 года Иванов с сообщниками напали на предпринимательницу и похитили деньги на сумму, эквивалентную $50 тысяч, после чего скрылись с места преступления на ожидавшем их автомобиле. С сентября 2016 года по настоящее время (октябрь 2017 года) находится в СИЗО.
13 декабря 2017 года был признан судом виновным в разбое и приговорен к 8 годам лишения свободы

## Личная жизнь
Женат, воспитывает[прояснить] двоих детей.